# Mascherode
Mascherode ist ein südlicher Stadtteil von Braunschweig. Er liegt im Bezirk 213 – Südstadt-Rautheim-Mascherode.

## Name
Der Name Mascherode setzt sich zusammen aus Masch für feuchtes Schwemmland und Rodung und bedeutet „Rodung im Feuchtland“. Der Ort ist auch heute noch an drei Seiten von Wald umgeben und weist im alten Dorfkern einen hohen Grundwasserspiegel auf. Die ostfälische Mundartform lautet „Maschero(e)“. Scherzhaft hört man auch bisweilen „Matschedero“. Im 17. und 18. Jahrhundert werden in Urkunden oft die latinisierten Formen Masqueroda oder Masquerode verwendet.
Früher wurde irrtümlich angenommen, bei Mascherode handele es sich um das alte Marquarderode. Heute dagegen weiß man, dass dieses schon früh wüst gewordene Marquarderode auf dem Gebiet des heutigen Siegfriedviertels lag, wo noch im 18. Jahrhundert auf alten Karten das Ärkeröder Feld verzeichnet ist.

## Geschichte
Die Dörfer mit der Endung -rode werden der zweiten Rodungsperiode ab 1000 n. Chr. zugeordnet. Während die Nachbarorte Salzdahlum und Sickte 888, Stöckheim und Melverode 1007 sowie Rautheim 1031 erwähnt werden, taucht Mascherode erst 1192 im Urkundenbuch des Hochstifts Halberstadt auf. Das Kloster Riddagshausen tauschte damals vom Domstift Halberstadt zwei Hufen in Marsceroth ein.
Dem Kloster Riddagshausen gelang allmählich die Inbesitznahme des ganzen Dorfes: 1204 erwarb es von König Otto IV. sechs weitere Hufen in Marsekerod und das Kohliholz und erhielt diese Erwerbungen in villa Mascherode 1208 vom Bischof von Halberstadt bestätigt. Dieser überließ 1219 dem Zisterzienserkloster auch die Kirche mit der Vogtei in Marsceroth und Pfalzgraf Heinrich schenkte vermutlich noch im selben Jahr das Kirchenpatronat.
Nachdem die Mönche das ganze Dorf erworben hatten, richteten sie einen Gutshof, eine sogenannte Grangie, ein, auf der bereits 1248 ein „magister“ Dietrich in Marscheroth bezeugt ist, um ihren Ordensregeln gemäß neben den täglichen Stundengebeten durch ihrer eigenen Hände Arbeit von der Landwirtschaft zu leben. Diese Grangien litten aber bald an fehlendem Nachwuchs, sodass der Herzog dem Kloster 1335 gestattete, in Mascherode wieder Bauern anzusiedeln.

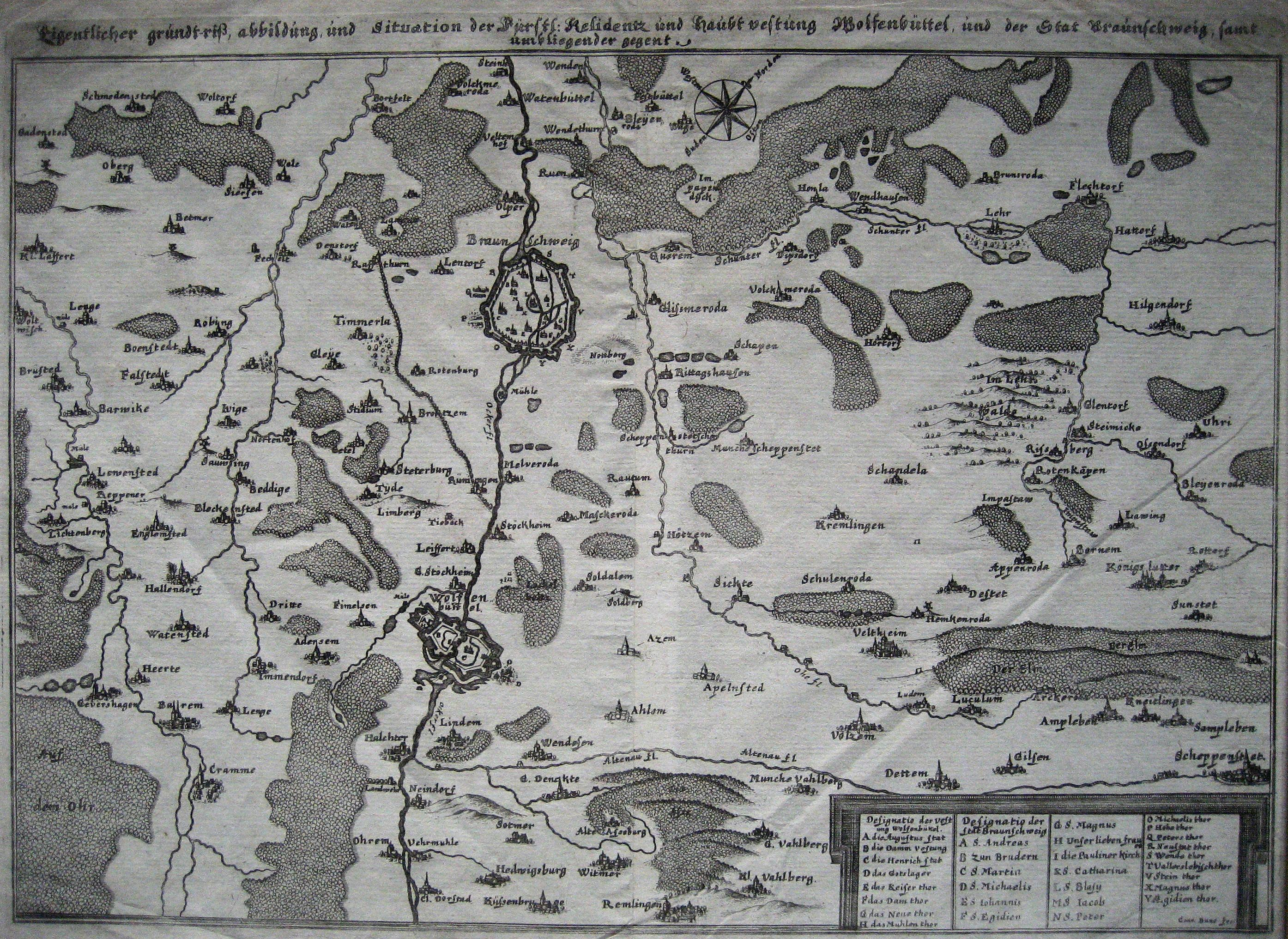
Historische Karte von Braunschweig und Umgebung

Nach der Wiedergründung gehörte Mascherode völlig dem Kloster Riddagshausen. Der Konvent und an seiner Spitze der Abt war Grundherr aller Höfe, zog den Zehnten ein und übte die niedere Gerichtsbarkeit aus. Außerdem betreuten die Mönche auch weiterhin das Dorf jahrhundertelang kirchlich, denn erst nach der Reformation wurde Mascherode 1576 zum Pfarrsitz erhoben.
Mascherode wurde in seiner langen Geschichte immer wieder in die Kämpfe zwischen dem Herzog von Braunschweig-Wolfenbüttel und der freien Hansestadt Braunschweig hineingezogen und daher mehrfach von beiden Seiten ausgeraubt, geplündert und zerstört; besonders schlimm war es 1492, während der Reformationswirren von 1542 bis 1553, 1602, 1605, 1615 und im Dreißigjährigen Krieg. Als die Herzöge schließlich 1671 die Stadt Braunschweig erfolgreich belagern und erobern konnten, schlugen sie ihr Heerlager in den Riddagshäuser Klosterdörfern auf, alleine in Mascherode starben damals über 20 verwundete Soldaten.
Die Abhängigkeit vom Kloster fand erst im 19. Jahrhundert ihr Ende. Nach Auflösung des Klostergerichtes Riddagshausen kam Mascherode in westphälischer Zeit 1807 zum Landkanton Wolfenbüttel im Osten und wurde 1814 ein Teil des neugebildeten Kreisgerichts Riddagshausen, aus dem später der Landkreis Braunschweig hervorging.

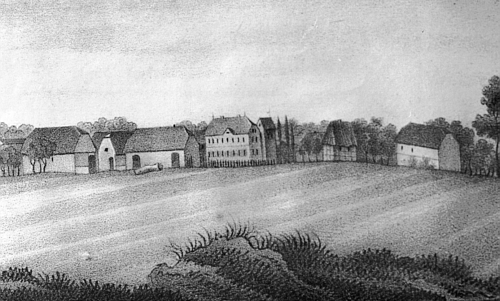
Mascherode um 1825, von Braunschweig kommend

In den 1830er und 1840er Jahren wurden dann die Grundabgaben, die Hand- und Spanndienste und der Zehnt ans Kloster abgelöst und die Bauern Eigentümer ihrer Höfe. Die 1847 bis 1853 durchgeführte Separation und einschneidende Änderungen in der Landwirtschaft wie die Abschaffung der Dreifelderwirtschaft, die Einführung von künstlichem Dünger und der Anbau von Zuckerrüben führten zum Wohlstand der Bauern.
Mitte des 19. Jahrhunderts erlangte der südlich des Dorfes lagernde Kalkstein wirtschaftliche Bedeutung. Die Bauern Bötel und Friese bauten als erste den Kalkstein ab, Ende des 19. Jahrhunderts errichtet Conrad Mesecke eine Kalkhütte und schließlich entstand 1903 durch Rudolph Bannow ein großes Kalkwerk. Die Fabrik brachte neues Leben in das Dorf, aus ganz Mitteleuropa waren Saisonarbeiter beschäftigt. Das Werk kam in den 1920er Jahren mit der Weltwirtschaftskrise zum Erliegen und konnte nur noch behelfsmäßig bis in die 1950er Jahre fortgeführt werden. Ein weiterer großer Arbeitgeber war im beginnenden 20. Jahrhundert die Voßsche Gutsverwaltung. Viele Polen kamen zu dieser Zeit nach Mascherode, einige blieben auch dauerhaft.
Trotz dieses relativen Aufschwungs blieb Mascherode landwirtschaftlich geprägt, wenn auch Handwerker und Pendler nach Braunschweig schon zahlenmäßig zunahmen. Eine Zäsur war dann das Ende des Zweiten Weltkrieges. Nun kamen zahlreiche Flüchtlinge und Heimatvertriebene aus den ehemaligen deutschen Ostgebieten nach Mascherode, wodurch sich die Einwohnerzahl nahezu verdoppelte. Viele der Neuankömmlinge siedelten sich in den 1950er Jahren am Südrand des Dorfes an.
Ab den 1960er Jahren begann ein weiterer Bevölkerungsschub durch aus Braunschweig Zugezogene, die sich in Mascherode Häuser bauten. Gleichzeitig setzte ein Rückgang der Landwirtschaft ein.
In dieser Zeit entwickelte sich die selbständige Gemeinde zum bevorzugten Wohngebiet des damaligen Landkreises als auch der kreisfreien Stadt Braunschweig. Zahlreiche vom Gemeinderat und der Verwaltung beschlossene Projekte unterstützten die Attraktivität und das Wachstum des Ortes, so dass sich die Einwohnerzahl bis zur Eingemeindung mehr als verdoppelte und dabei dennoch die Tradition und Geschichte bewahrte.
Investitionen in die flächendeckende Kanalisation im historischen Ortskern als auch zur Erschließung großer neuer Wohngebiete wurden umgesetzt. Eine eigene Kläranlage wurde gebaut, Linien- und Schulbusverbindungen verwirklicht, ein Kindergarten errichtet, die Erweiterung des Friedhofs und der Bestattungskapelle verwirklicht, Pfarrgebäude und Gemeindehaus für soziale Veranstaltungen saniert, ein neues Feuerwehrhaus und eine Sporthalle gebaut. Tennisplätze und auch eine Reitanlage waren beliebter Freizeitmittelpunkt. Ärzte und eine Apotheke sorgten für die gesundheitliche Versorgung der Einwohner.
Die Pläne zum Ausbau eines kleinen zentralen Einkaufszentrums zur besseren Nahversorgung der Gemeinde konnten aufgrund der Eingemeindung nicht mehr verwirklicht werden.
Im Jahr 1974 kam der Ort im Zuge der Verwaltungsreform zur Stadt Braunschweig, nachdem schon 1934 Teile der Feldmark für den Bau der „Siedlung Mascherode“ (seit 1955 Braunschweiger Südstadt) eingemeindet worden waren.
1960 bis 1974 (bis zur Eingemeindung in die Stadt Braunschweig) war Werner Rost Hauptamtlicher Gemeindedirektor.

## Geographie
Mascherode liegt in 84 m Höhe im Urstromtal der Oker, südsüdöstlich der Braunschweiger Innenstadt. Bis auf den Südwesten ist der Ort vollständig von Wald umschlossen. Der Südrand Mascherodes grenzte im 15. Jahrhundert an das Archäologische Kulturdenkmal Braunschweiger Landwehr. Auf dem Gebiet des Ortes entspringt der Spring, ein Quellteich, der in die Oker abfließt. Unmittelbar an Mascherode grenzt das Naherholungsgebiet Heidbergsee.

## Verwaltung
Mascherode ist seit 1974 Teil des Bezirks Südstadt-Rautheim-Mascherode. Bezirksbürgermeister ist Jürgen Meeske (SPD), Stellvertreter Achim Weitner-von Pein (GRÜNE).

## Wappen
Blasonierung: „Geteilt von Silber über Rot; oben ein roter Löwenkopf, unten ein silberner Baumstuken.“ Die Farben des Wappens entsprechen denen der Stadt Braunschweig.
Das Wappen zeigt in der oberen Hälfte einen roten Löwenkopf auf weißem Grund und in der unteren einen weißen Baumstrunk. Der Löwe symbolisiert die Zugehörigkeit des Ortes zur Stadt Braunschweig. Der Baumstrunk steht selbstredend für die Rodungstätigkeit der Masch im Sumpfgebiet, die der Besiedlung vorausging.
Das Wappen wurde vom Heraldiker Philipp Schmidt entworfen und am 8. März 1979 vom Ortsrat Mascherode angenommen.

## Vereine
- 1906 wurde die „Schweine-Versicherungs-Interessentschaft in Mascherode“ als Nachbarschaftshilfeeinrichtung gegründet. Die Generalversammlung beschloss am 27. April 1980  die Auflösung der Schweinekasse.

- 1919 Gründung des Sportvereins TV Mascherode als örtlicher Sportverein. Dieser feierte 2019 groß sein 100-jähriges Jubiläum auf dem Waldsportplatz in Mascherode.

## Sehenswürdigkeiten
- Das Naturdenkmal Friedenseiche wurde anlässlich des deutschen Siegfriedens von Sedan 1873 gepflanzt.
- Der Alte Klosterhof aus dem 13. Jh. mit einem historistischen Kuhstall aus dem 19. Jahrhundert.
- Die Dorfkirche aus dem 12. Jh. mit der zu Martin Luthers 400. Geburtstag gepflanzten Lutherlinde aus dem Jahr 1883.
- Archäologisches Kulturdenkmal Braunschweiger Landwehr im Südwesten Mascherodes.
- Das Mascheroder Holz war seit 1969 Landschaftsschutzgebiet und ist seit 2019 Teil des Naturschutzgebiets Mascheroder- und Rautheimer Holz.[14]